# 3523 Arina
A 3523 Arina (ideiglenes jelöléssel 1975 TV2) a Naprendszer kisbolygóövében található aszteroida. Ljudmila Ivanovna Csernih fedezte fel 1975. október 3-án.